# 落润镇
落润乡，是中华人民共和国四川省宜宾市高县下辖的一个乡镇级行政单位。2019年8月，撤销落润乡，设立落润镇，以原落润乡所属行政区域为落润镇的行政区域。

## 行政区划
落润乡下辖以下地区：
玺润社区、五星村、国安村、塝上村、红星村、华光村、高兴村、公益村、大楠村、振武村、普照村、前峰村、新寨村、花红村、福健村、阳红村和湾滩村。